# Nürnberg Ice Tigers
Nürnberg Ice Tigers (sponzorským názvem: Thomas Sabo Ice Tigers) je německý klub ledního hokeje, který sídlí v bavorském městě Norimberk. Založen byl v roce 1980 pod názvem EHC 80 Nürnberg. Svůj současný název nese od roku 2009. Od sezóny 1994/95 působí v Deutsche Eishockey Lize, německé nejvyšší soutěži ledního hokeje. Klubové barvy jsou červená a modrá.
Své domácí zápasy odehrává v Areně Nürnberger Versicherung s kapacitou 7 809 diváků.

## Historické názvy
Zdroj: 
- 1980 – EHC 80 Nürnberg (Eishockeyclub 1980 Nürnberg)
- 1995 – Nürnberg Ice Tigers
- 2006 – Sinupret Ice Tigers
- 2009 – Thomas Sabo Ice Tigers

## Přehled ligové účasti
Stručný přehled
Zdroj: 
- 1980–1981: Eishockey-Landesliga Bayern (6. ligová úroveň v Německu)
- 1981–1982: Eishockey-Bayernliga (5. ligová úroveň v Německu)
- 1982–1983: Eishockey-Regionalliga Süd (4. ligová úroveň v Německu)
- 1983–1987: Eishockey-Oberliga Süd (3. ligová úroveň v Německu)
- 1987–1994: 2. Eishockey-Bundesliga (2. ligová úroveň v Německu)
- 1994– : Deutsche Eishockey Liga (1. ligová úroveň v Německu)

Jednotlivé ročníky
Zdroj: 
Legenda: ZČ – základní část, červené podbarvení – sestup, zelené podbarvení – postup, fialové podbarvení – reorganizace, změna skupiny či soutěže
| Německo (1980–) |                         |           |                  |                                                                                   |                                                                                   |                                                                                   |
| Sezóny          | Soutěž                  | Úroveň    | ZČ               | Play-off                                                                          | Poznámky                                                                          |                                                                                   |
| 1980/81         | Landesliga Bayern       | 6. úroveň | ?. místo         |                                                                                   | Postup                                                                            |                                                                                   |
| 1981/82         | Bayernliga              | 5. úroveň | ?. místo         |                                                                                   | Postup                                                                            |                                                                                   |
| 1982/83         | Regionalliga Süd        | 4. úroveň | 1. místo         | Semifinále                                                                        | Postup                                                                            |                                                                                   |
| 1983/84         | Oberliga Süd            | 3. úroveň | 12. místo        | Baráž o Oberligu Süd, sk. A (2. místo)                                            |                                                                                   |                                                                                   |
| 1984/85         | Oberliga Süd            | 3. úroveň | 1. místo         | Baráž o Bundesligu Süd, sk. B (5. místo)                                          |                                                                                   |                                                                                   |
| 1985/86         | Oberliga Süd            | 3. úroveň | 1. místo         | Baráž o Bundesligu Süd, sk. B (5. místo)                                          |                                                                                   |                                                                                   |
| 1986/87         | Oberliga Süd            | 3. úroveň | 3. místo         | Baráž o Bundesligu Süd, sk. A (4. místo)                                          | Postup                                                                            |                                                                                   |
| 1987/88         | 2. Bundesliga Süd       | 2. úroveň | 10. místo        | Baráž o Bundesligu Süd, sk. B (1. místo)                                          |                                                                                   |                                                                                   |
| 1988/89         | 2. Bundesliga Süd       | 2. úroveň | 3. místo         | Baráž o Bundesligu (8. místo)                                                     |                                                                                   |                                                                                   |
| 1989/90         | 2. Bundesliga Süd       | 2. úroveň | 2. místo         | Baráž o Bundesligu (6. místo)                                                     |                                                                                   |                                                                                   |
| 1990/91         | 2. Bundesliga Süd       | 2. úroveň | 1. místo         | Finálová skupina (4. místo)                                                       |                                                                                   |                                                                                   |
| 1991/92         | 2. Bundesliga Süd       | 2. úroveň | 3. místo         | Finálová skupina (3. místo)                                                       |                                                                                   |                                                                                   |
| 1992/93         | 2. Bundesliga           | 2. úroveň | 3. místo         | Semifinále                                                                        |                                                                                   |                                                                                   |
| 1993/94         | 2. Bundesliga           | 2. úroveň | 3. místo         | Semifinále                                                                        | Postup                                                                            |                                                                                   |
| 1994/95         | Deutsche Eishockey Liga | 1. úroveň | 12. místo        | Osmifinále Prohra s Düsseldorfer EG 1 : 4                                         |                                                                                   |                                                                                   |
| 1995/96         | Deutsche Eishockey Liga | 1. úroveň | 11. místo        | Osmifinále Prohra s Adler Mannheim 2 : 3                                          |                                                                                   |                                                                                   |
| 1996/97         | Deutsche Eishockey Liga | 1. úroveň | 15. místo        | Play-out, 2. kolo (výhra)                                                         |                                                                                   |                                                                                   |
| 1997/98         | Deutsche Eishockey Liga | 1. úroveň | 12. místo        | Předkolo Prohra s Schwenninger Wild Wings 2 : 3                                   |                                                                                   |                                                                                   |
| 1998/99         | Deutsche Eishockey Liga | 1. úroveň | Zlatá medaile    | Finále Prohra s Adler Mannheim 2 : 3                                              |                                                                                   |                                                                                   |
| 1999/00         | Deutsche Eishockey Liga | 1. úroveň | 10. místo        | Skupina o udržení (2. místo)                                                      |                                                                                   |                                                                                   |
| 2000/01         | Deutsche Eishockey Liga | 1. úroveň | 4. místo         | Čtvrtfinále Prohra s Kassel Huskies 1 : 3                                         |                                                                                   |                                                                                   |
| 2001/02         | Deutsche Eishockey Liga | 1. úroveň | 4. místo         | Čtvrtfinále Prohra s Kassel Huskies 1 : 3                                         |                                                                                   |                                                                                   |
| 2002/03         | Deutsche Eishockey Liga | 1. úroveň | 5. místo         | Čtvrtfinále Prohra s Adler Mannheim 1 : 4                                         |                                                                                   |                                                                                   |
| 2003/04         | Deutsche Eishockey Liga | 1. úroveň | Stříbrná medaile | Čtvrtfinále Prohra s ERC Ingolstadt 2 : 4                                         |                                                                                   |                                                                                   |
| 2004/05         | Deutsche Eishockey Liga | 1. úroveň | Bronzová medaile | Čtvrtfinále Prohra s Adler Mannheim 2 : 4                                         |                                                                                   |                                                                                   |
| 2005/06         | Deutsche Eishockey Liga | 1. úroveň | 4. místo         | Čtvrtfinále Prohra s Kölner Haie 0 : 4                                            |                                                                                   |                                                                                   |
| 2006/07         | Deutsche Eishockey Liga | 1. úroveň | Bronzová medaile | Finále Prohra s Adler Mannheim 0 : 3                                              |                                                                                   |                                                                                   |
| 2007/08         | Deutsche Eishockey Liga | 1. úroveň | Zlatá medaile    | Čtvrtfinále Prohra s Düsseldorfer EG 1 : 4                                        |                                                                                   |                                                                                   |
| 2008/09         | Deutsche Eishockey Liga | 1. úroveň | 5. místo         | Čtvrtfinále Prohra s Adler Mannheim 1 : 4                                         |                                                                                   |                                                                                   |
| 2009/10         | Deutsche Eishockey Liga | 1. úroveň | 5. místo         | Čtvrtfinále Prohra s Hannover Scorpions 2 : 3                                     |                                                                                   |                                                                                   |
| 2010/11         | Deutsche Eishockey Liga | 1. úroveň | 10. místo        | Předkolo Prohra s Adler Mannheim 0 : 2                                            |                                                                                   |                                                                                   |
| 2011/12         | Deutsche Eishockey Liga | 1. úroveň | 13. místo        | Ne                                                                                |                                                                                   |                                                                                   |
| 2012/13         | Deutsche Eishockey Liga | 1. úroveň | 7. místo         | Předkolo Prohra s Grizzlys Wolfsburg 1 : 2                                        |                                                                                   |                                                                                   |
| 2013/14         | Deutsche Eishockey Liga | 1. úroveň | Bronzová medaile | Čtvrtfinále Prohra s Grizzlys Wolfsburg 2 : 4                                     |                                                                                   |                                                                                   |
| 2014/15         | Deutsche Eishockey Liga | 1. úroveň | 8. místo         | Čtvrtfinále Prohra s Adler Mannheim 1 : 4                                         |                                                                                   |                                                                                   |
| 2015/16         | Deutsche Eishockey Liga | 1. úroveň | 6. místo         | Semifinále Prohra s Grizzlys Wolfsburg 2 : 4                                      |                                                                                   |                                                                                   |
| 2016/17         | Deutsche Eishockey Liga | 1. úroveň | Bronzová medaile | Semifinále Prohra s Grizzlys Wolfsburg 2 : 4                                      |                                                                                   |                                                                                   |
| 2017/18         | Deutsche Eishockey Liga | 1. úroveň | Bronzová medaile | Semifinále Prohra s Eisbären Berlín 2 : 4                                         |                                                                                   |                                                                                   |
| 2018/19         | Deutsche Eishockey Liga | 1. úroveň | 10. místo        | Čtvrtfinále Prohra s Adler Mannheim 1 : 4                                         |                                                                                   |                                                                                   |
| 2019/20         | Deutsche Eishockey Liga | 1. úroveň | 8. místo         | Ročník zrušen po odehrání základní části z důvodu epidemie koronaviru SARS-CoV-2. | Ročník zrušen po odehrání základní části z důvodu epidemie koronaviru SARS-CoV-2. | Ročník zrušen po odehrání základní části z důvodu epidemie koronaviru SARS-CoV-2. |
| 2020/21         | Deutsche Eishockey Liga | 1. úroveň |                  | Ne                                                                                |                                                                                   |                                                                                   |
| 2021/22         | Deutsche Eishockey Liga | 1. úroveň | 8. místo         | Předkolo Prohra s Düsseldorfer EG 1 : 2                                           |                                                                                   |                                                                                   |
| 2022/23         | Deutsche Eishockey Liga | 1. úroveň | 9. místo         | Předkolo Prohra s Fischtown Pinguins 0 : 2                                        |                                                                                   |                                                                                   |
| 2023/24         | Deutsche Eishockey Liga | 1. úroveň | 10. místo        | Předkolo Prohra s Adler Mannheim 0 : 2                                            |                                                                                   |                                                                                   |

## Účast v mezinárodních pohárech
Zdroj: 
Legenda: SP – Spenglerův pohár, EHP – Evropský hokejový pohár, EHL – Evropská hokejová liga, SSix – Super six, IIHFSup – IIHF Superpohár, VC – Victoria Cup, HLMI – Hokejová liga mistrů IIHF, ET – European Trophy, HLM – Hokejová liga mistrů, KP – Kontinentální pohár
- EHL 1999/2000 – Čtvrtfinále
- HLMI 2008/2009 – Kvalifikační skupina (2. místo)
- SP 2018 – Semifinále
- HLM 2018/2019 – Základní skupina F (3. místo)